# カタンガ州
カタンガ州（Katanga Province）は、コンゴ民主共和国にかつて存在した州。一時はシャバ州と改称されたが、再びカタンガ州の名称に戻された。コバルトやウランなど豊富な地下資源が埋蔵されており、独立直後のコンゴ動乱では、大国の思惑も交錯して熾烈な内戦が繰り広げられた。

## 地理・産業
コンゴ民主共和国の南端に位置する。州の大半は高原地帯であり、標高1000メートルほどである。州の南西はアンゴラ、南はザンビアとの国境になっている。東にはタンザニーカ湖があり、タンザニアとの国境となっている。州都はルブンバシ。豊富な地下資源を有しており、とりわけコバルト・ウランといったレアメタルを産出する。そのため、資源をめぐって独立後も諸外国を巻き込んだ大規模な内戦が起こった。

## 歴史

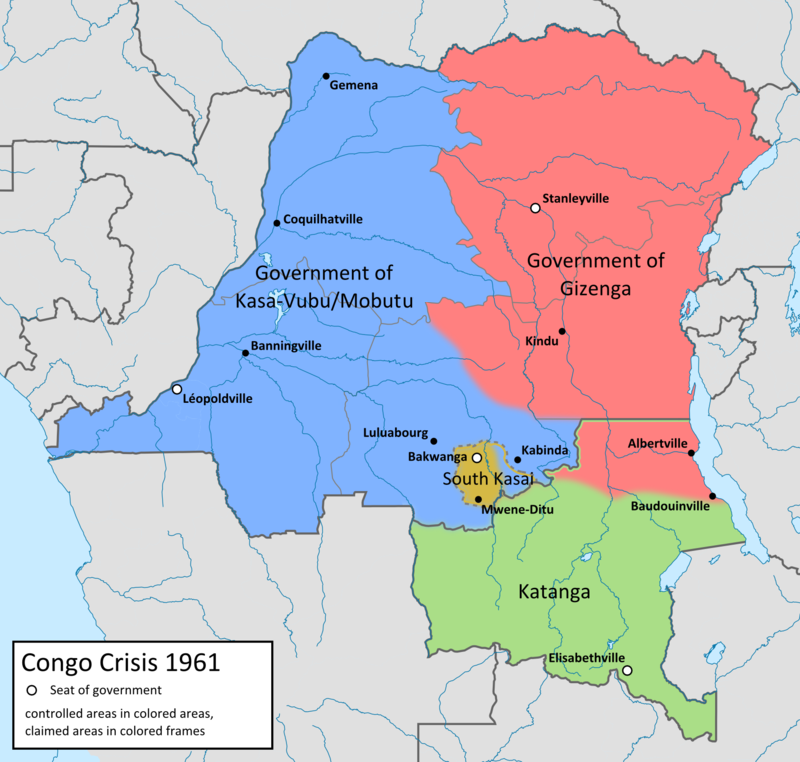
コンゴ動乱時の勢力分布。青の地域がカサブブ政府、赤の地域がギゼンガ政府の支配領域。黄色の地域は南カサイ鉱山国、緑の地域がカタンガ。

### カタンガ国
1960年、コンゴ民主共和国が独立すると、まもなくカタンガ州はカタンガ国として分離・独立を宣言し、「カタンガ憲法」を制定してモイーズ・チョンベを大統領とした。これをベルギーも地下資源を狙う思惑から軍事的に支援した。しかし、国連軍などの攻撃によって1963年に独立を断念し、チョンベは亡命を余儀なくされた。

### シャバ州
1971年、モブツ大統領のザイール化政策にともなってスワヒリ語で「銅」を意味するシャバに州名を改称した。カタンガの分離・独立を狙うコンゴ解放民族戦線（FNLC）の勢力は、モブツを恐れてアンゴラへ脱出した後も勢力を保持していた。

### シャバ紛争
1977年にキセンギにHQを置くFNLCは再びシャバ州へと軍を進め（第一次シャバ紛争）、ディロロ、カサジ（Kasaji）、ムチャチャなどを占領したが、西側諸国の援助を受けたコンゴ政府は、これを鎮圧することに成功した。翌1978年、FNLCはザンビア側からシャバ州へと攻め込み（第二次シャバ紛争）、鉱山事業関係で多くの欧米人が生活するコルヴェジを占領し、FNLCが多くの人質を手にすることになった。これに対して欧米諸国は軍事介入を行い撃退に成功したが、多くの白人が死亡・行方不明になった（コルヴェジの戦い）。

### カタンガ州
1997年にコンゴ民主共和国が誕生すると、再び州名をカタンガに戻された。

### 分割
2015年、タンガニーカ州、上ロマミ州、ルアラバ州、上カタンガ州の4つに分割された。